# Transports dans la Nièvre
Peu peuplé et éloigné des métropoles, le département français de la Nièvre ne bénéficie pas d'un réseau de transport très étoffé. Si l'axe formé dans l'ouest du département par la Loire et l'Allier est relativement structurant au niveau régional — autoroute A77 prolongée par la route nationale 7, ligne ferroviaire Paris - Clermont-Ferrand — l'Est du département est laissé à l'écart par les grandes infrastructures de transport, et cet isolement contribue à son déclin économique et son dépeuplement.

## Transport routier

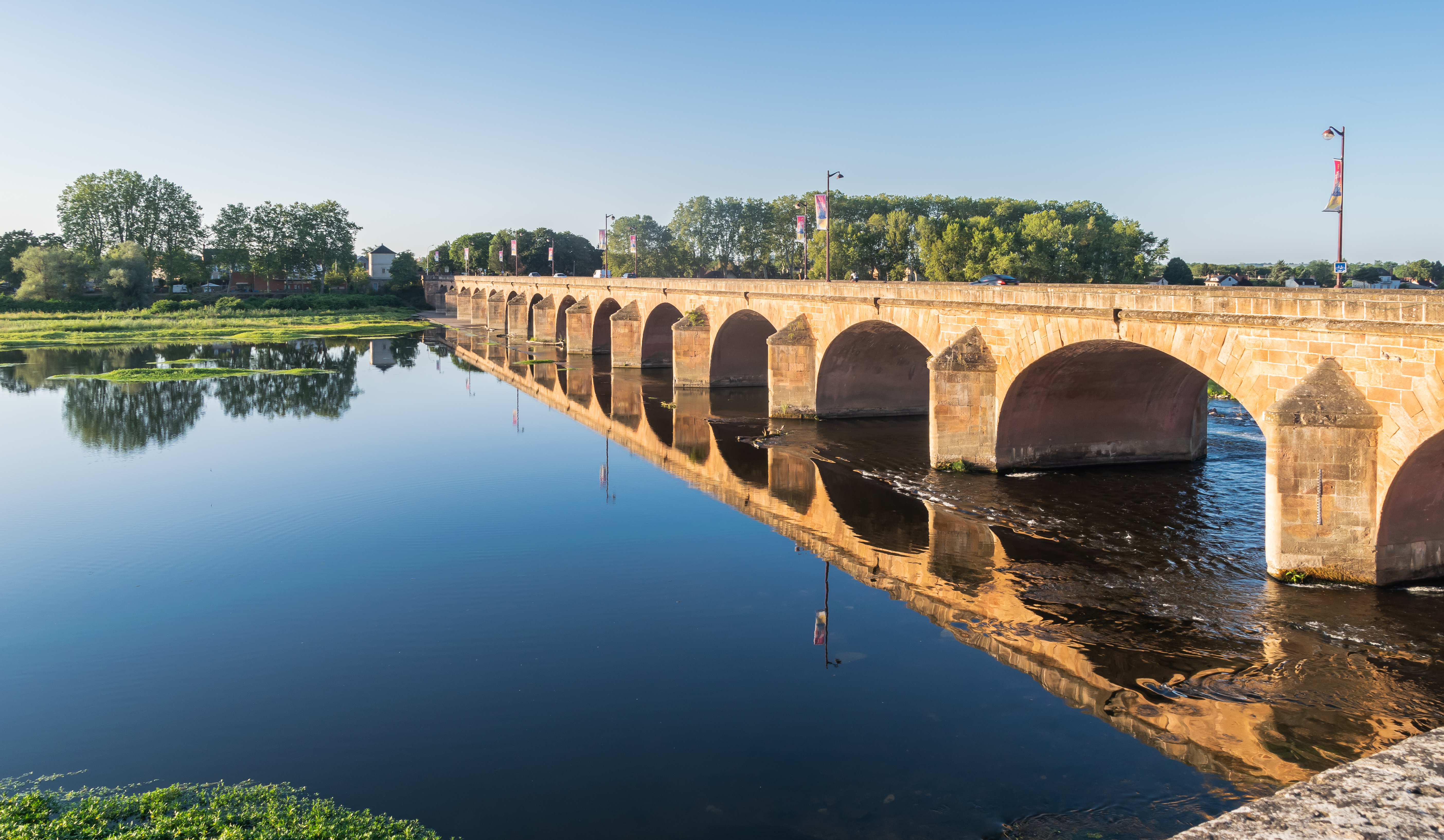
Le pont de Loire, seul pont routier franchissant la Loire dans le centre-ville de Nevers.

### Infrastructures routières
Si la Nièvre est à l'intersection de plusieurs routes nationales dès la première liste de 1824, sa faiblesse démographique a incité les pouvoirs publics à ne pas la doter d'autoroutes jusque récemment. Entre les deux axes reliant Paris à Lyon, la route nationale 6 passant par la vallée de la Saône et la route nationale 7 longeant la Loire dans la Nièvre, c'est la première qui a été doublée par une autoroute dans les années 1960. Lorsqu'une autoroute est ensuite construite dans les années 1980 entre Paris et Clermont-Ferrand, c'est par Bourges qu'elle passe, bien que le tracé par Nevers eût été plus court. C'est seulement dans les années 2000 que l'autoroute A77 reliant Nevers à la capitale sera ouverte progressivement, principalement par mise aux normes autoroutières de la route nationale 7.
L'achèvement du Grand contournement de Paris entre Bourges et Troyes permettrait d'améliorer la desserte du nord du département et de faciliter les échanges avec des départements voisins, mais ne semble plus d'actualité.
Faute d'infrastructure performantes mais aussi en raison du relief, les temps de parcours sont élevés entre Nevers et l'est du département : la préfecture du département est ainsi à plus d'1 h 0 de Château-Chinon et près d'1 h 30 de Montsauche-les-Settons par la route.

### Transport collectif de voyageurs
La Nièvre est desservie par le réseau régional de transport routier Mobigo, qui compte 8 lignes régulières dans le département.

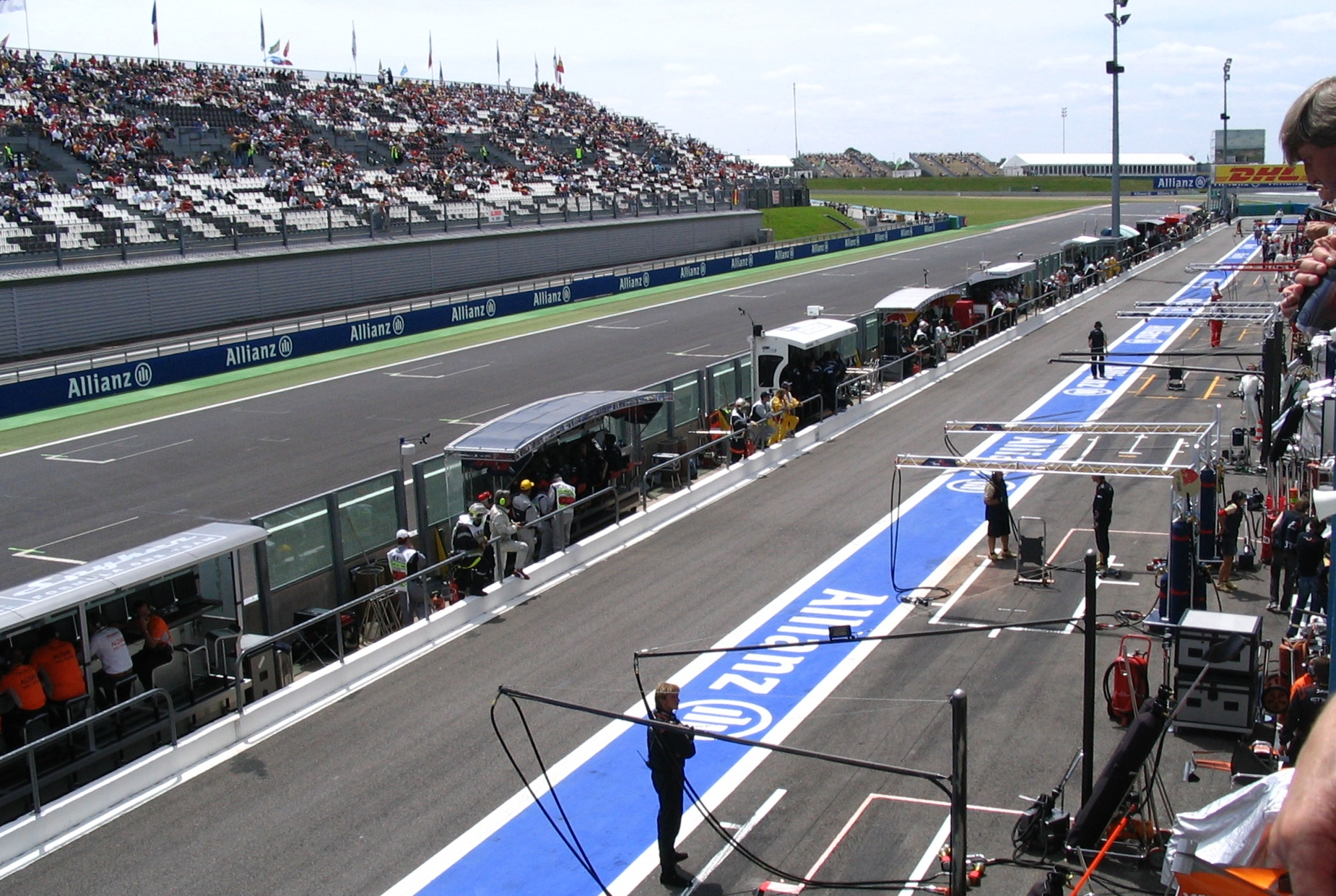
Le circuit de Nevers Magny-Cours lors du Grand Prix automobile de France 2007.

### Sport automobile
La Nièvre est célèbre dans le domaine du sport automobile pour accueillir le circuit de Nevers Magny-Cours, qui a accueilli de 1991 à 2008 le Grand Prix de France de Formule 1.

## Transport ferroviaire

### Historique

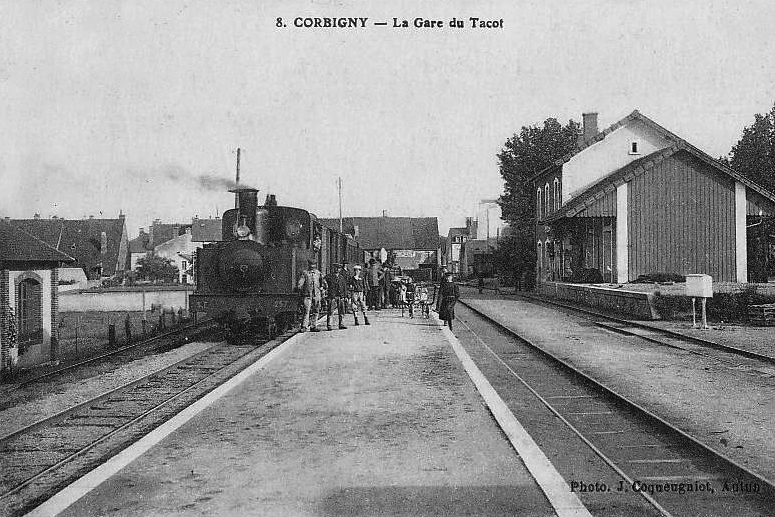
La gare de Corbigny de la Société générale des chemins de fer économiques (SE) au début du XXe siècle.

La première ligne de chemin de fer du département est la ligne de Vierzon à Nevers, ouverte en 1850, onze ans avant la ligne directe venant de Paris. Le réseau d’intérêt général n'a jamais été très étendu dans le département, même s'il l'a été davantage qu'aujourd'hui : il a principalement été développé dans la deuxième moitié du XIXe siècle par la Compagnie des chemins de fer de Paris à Lyon et à la Méditerranée (PLM). À la fin du XIXe siècle, le chemin de fer d’intérêt général atteignait de nombreuses villes et bourgs du département, dont Cercy-la-Tour, La Charité-sur-Loire, Château-Chinon, Clamecy, Corbigny, Cosne-sur-Loire, Decize, Donzy, Guérigny, Imphy, Luzy, Nevers, Prémery, Saint-Pierre-le-Moûtier et Varzy.
La Nièvre a également été desservie par quelques lignes de chemins de fer d’intérêt local, dont la construction est engagée par l'éphémère Compagnie des chemins de fer de la Nièvre puis achevée par la Société générale des chemins de fer économiques (SE). Le réseau de la Nièvre, ouvert entre 1901 et 1910 et à écartement métrique, comprend une grande ligne de Nevers à Corbigny et Saulieu, des embranchements de celle-ci vers Brinon-sur-Beuvron d'une part, Châtillon-en-Bazois et Moulins-Engilbert d'autre part, et une ligne isolée entre Cosne-Cours-sur-Loire et Saint-Amand-en-Puisaye. Ce réseau a totalement disparu dans les années 1930. Château-Chinon a également été desservie pendant une trentaine d'années par une ligne des chemins de fer d'intérêt local de Saône-et-Loire provenant d'Autun.
N'étant pas située sur un des grands axes de déplacements du pays, la Nièvre ne connaîtra que tardivement une modernisation de son réseau. La ligne Paris - Clermont-Ferrand est électrifiée en 1988-1989, et plusieurs programmes de relèvements de vitesse se succèdent des années 1970 aux années 2010 pour mettre Clermont-Ferrand à trois heures de Paris. La ligne de Vierzon à Saincaize est à son tour mise sous tension en 2011, et le prolongement de cet axe électrifié vers l'est est projeté.
|                                             |
| Le réseau ferroviaire à son apogée en 1930. |

|                                     |
| Le réseau ferroviaire de nos jours. |

|                                                    |
| Carte animée de l’évolution du réseau ferroviaire. |

### Situation actuelle

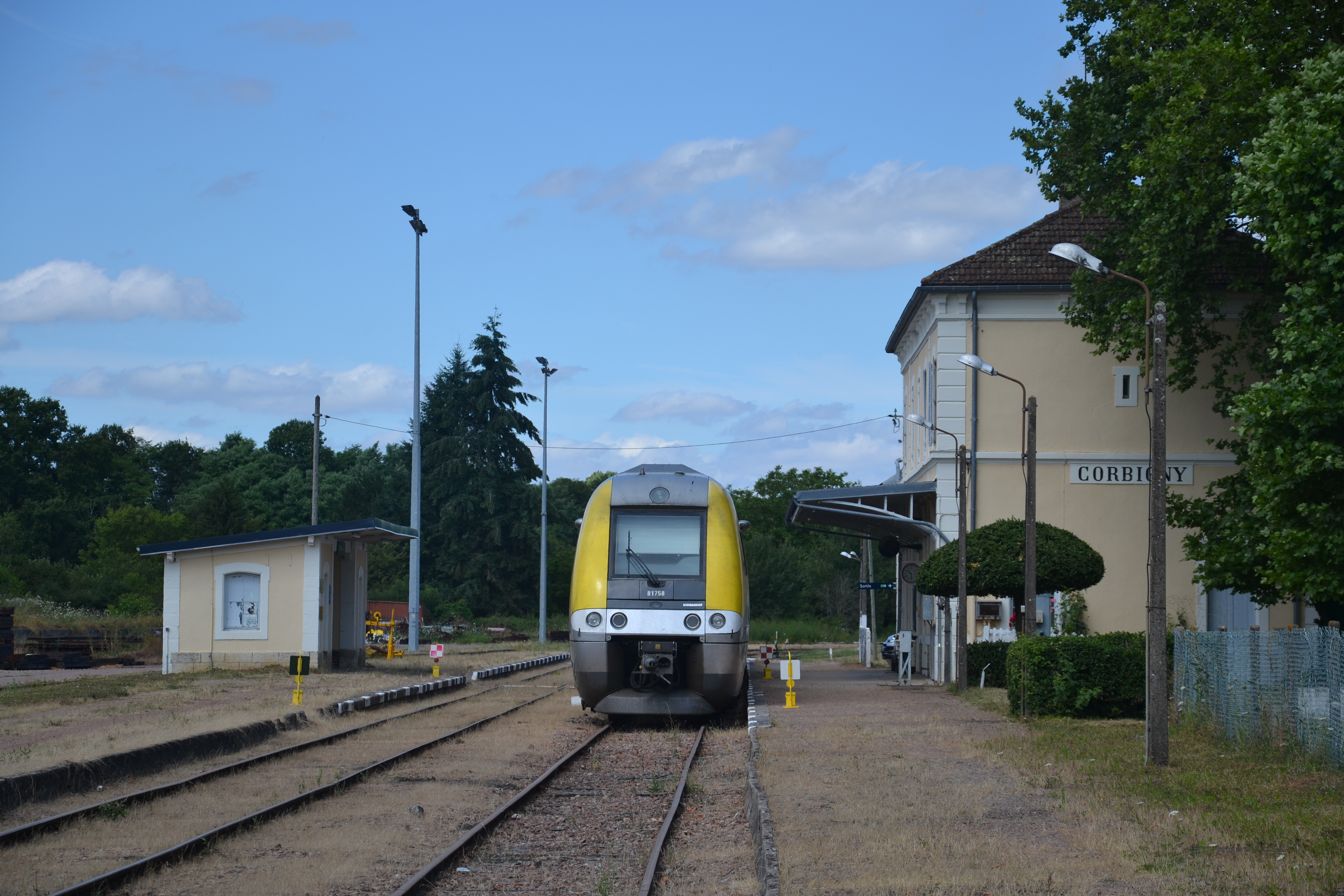
La petite gare de Corbigny, terminus des trains de voyageurs venant de Paris.

La principale gare de voyageurs est la gare de Nevers, avec une fréquentation annuelle de 877 000 voyageurs en 2019.
Nevers est à l'intersection de deux axes importants du réseau ferroviaire français : la ligne de Moret - Veneux-les-Sablons à Lyon-Perrache, utilisée notamment par les Intercités reliant Paris-Bercy à Clermont-Ferrand, et l'axe formé par la ligne de Vierzon à Saincaize à l'ouest et la ligne de Nevers à Chagny à l'est, qui unit la basse vallée de la Loire à la Bourgogne et à la vallée du Rhône. Ces lignes sont toutes à double voie et toutes sauf la dernière électrifiées. Grâce à sa situation au centre du réseau ferroviaire français, Nevers est le site d'implantation d'un des plus importants technicentres SNCF.
Dans le nord-est du département, Clamecy et Corbigny sont desservis par une petite ligne à voie unique provenant d'Auxerre et Paris, au trafic très faible — Corbigny n'est desservie en semaine que par un aller-retour ferroviaire par jour.

## Transport fluvial

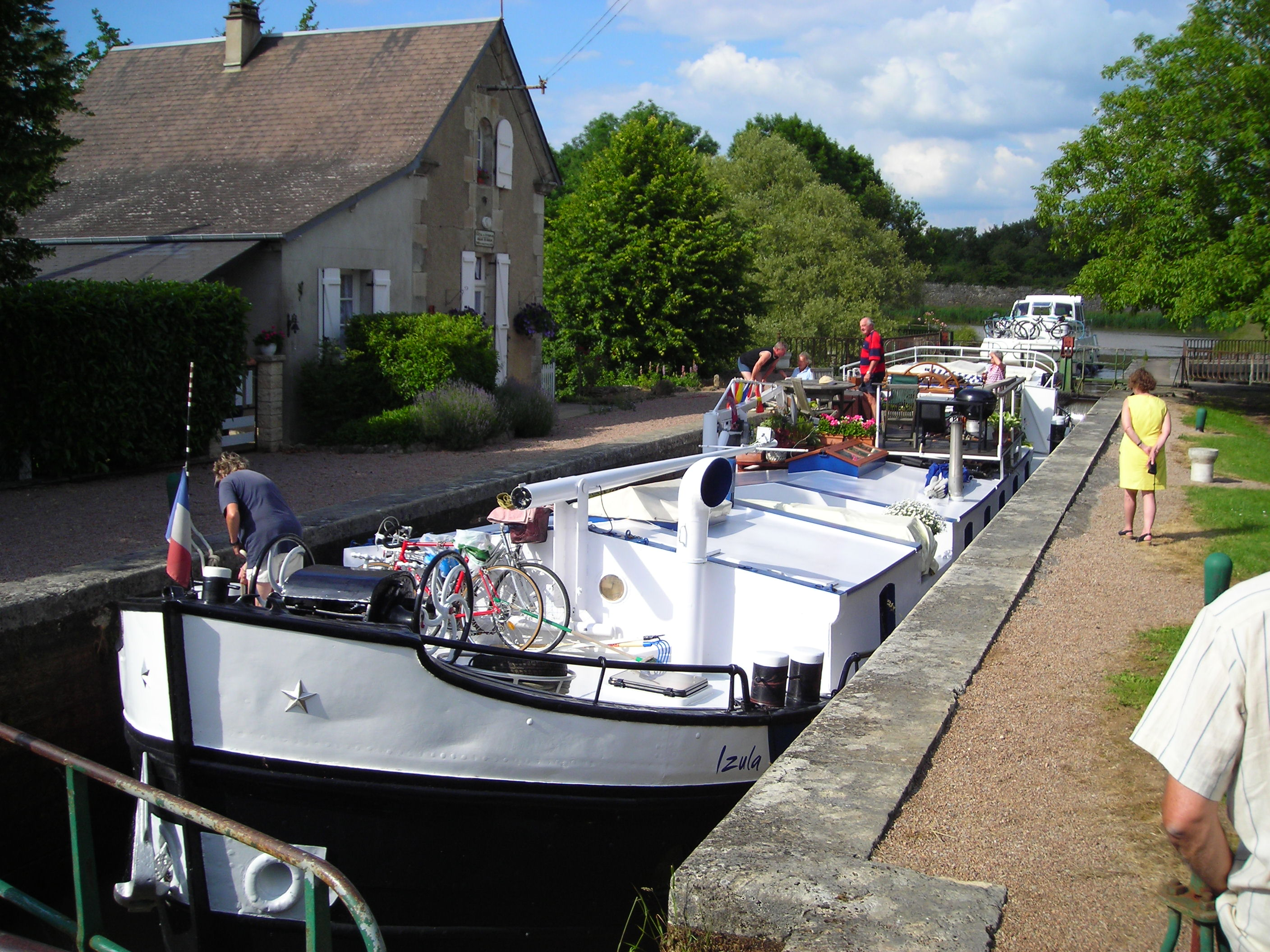
L'écluse de Mingot, en amont de Châtillon-en-Bazois sur le canal du Nivernais.

La Nièvre est parcourue par le canal latéral à la Loire et le canal du Nivernais. Au gabarit Freycinet (classe I), et même en-dessous de ce gabarit pour le tronçon du canal du Nivernais situé entre La Collancelle et Cercy-la-Tour (classe 0), ces canaux sont aujourd'hui principalement dédiés à la navigation de plaisance.

## Transport aérien
Le petit aéroport de Nevers-Fourchambault (également nommé aéroport du Grand Nevers et de la Nièvre) n'accueille plus aucune ligne régulière mais connaît un trafic significatif lié à l'aviation d'affaires, de tourisme et de loisirs. 
Deux autres aérodromes sont destinés à l'aviation légère de tourisme et de loisirs : Clamecy et Cosne-sur-Loire.

## Transports en commun urbains et périurbains
Nevers Agglomération et Moulins Communauté sont autorités organisatrices de la mobilité sur leur territoire et organisent des services de transport dans leur ressort territorial. 
Le réseau Taneo (Nevers) compte une dizaine de lignes régulières d'autobus et du transport à la demande. 

## Modes actifs
Le département est traversé par plusieurs voies vertes, véloroutes et sentiers de grande randonnée.
Nevers Agglomération propose la location de vélo longue durée sous le nom de « Cycl'Agglo ».